# مدرسة الفرندز (رام الله)
مدرسة الفرندز هي مدرسة خاصة أسستهما جمعية الأصدقاء الدينية في مدينة رام الله بالضفة الغربية. تم افتتاح مدرسة الفرندز للبنات في عام 1869 ؛ بدأ بناء مدرسة الفرندز للبنين في عام 1901 وافتتحت المدرسة في عام 1918. كانت المدارس تديرها شركة كويكرز الأمريكية. المدارس الآن مختلطة في التعليم وتنقسم إلى قسمين للكبار والصغار. تم بناء بيت الاجتماعات في عام 1910. أصبح مبنى سويفت، الواقع في المدرسة العليا وسمي باسم سارة سويفت في نيو إنجلاند، مقرًا لمركز الأصدقاء الدولي في رام الله بعد الانتهاء من أعمال الترميم. خلال الحرب العالمية الأولى، استولت القوات التركية على مدرسة البنين لاستخدامها كمستشفى خلال هجوم اللنبي على فلسطين.

## خلفية
افتتحت مدرسة الفرندز للبنات في الأصل كـ«بيت تدريب للفتيات في رام الله» وتم تغيير اسمها إلى «مدرسة الفرندز للبنات» في عام 1919. كان إلهو جرانت هو المدير الرئيسي بين عامي 1901 و1903. تم تصميم وبناء كل من مدارس أصدقاء الصبيان والبنات من قبل داوود صاع من رام الله.

## الموقع
تقع المدرسة الابتدائية ورياض الأطفال (مدرسة الفرندز للبنات) بالقرب من وسط مدينة رام الله القديمة.
ويقع حرم المدرسة العليا (مدرسة الفرندز للبنين) على طول شارع النهضة، في مدينة البيرة.

## منهاج دراسي
تقدم مدارس الفرندز مناهج تعليمية متنوعة، باللغتين العربية والإنجليزية. اعتبارًا من عام 2011، يقدمون فقط منهج البكالوريا الدولية، واختبار البكالوريا الدولية خياراً اختياريًا لأولئك الذين يرغبون في التقدم لاختبار سات الأمريكي، ولكن سيتعين على هؤلاء الطلاب التقدم من خلال أمديست لأنه لم يعد يتم توفيره للطلاب. تعرض المدارس في العادة التقدم للامتحانات الحكومية المحلية: «التوجيهي». تم اعتماد المدرسة لتوفير مناهج البكالوريا الدولية في عام 2001 من قبل منظمة البكالوريا الدولية.
خلال الانتفاضة الأولى، أغلقت السلطات الإسرائيلية مدرسة الأصدقاء - كما كان الحال في جميع المدارس في رام الله - خلال عامي 1988 و1989، ولكن أعيد فتحها بعد الانتفاضة.

## سويفت هاوس
يستضيف مركز الأصدقاء الدولي بانتظام اجتماعات مع منظمات غير حكومية أخرى مثل اللجنة الإسرائيلية لمناهضة هدم المنازل وفرق السلام المسيحية.

## خريج متميز
- حنان عشراوي، سياسية وعضو المجلس التشريعي الفلسطيني
- رامي قشوع، مصمم الأزياء والمركز الثاني في الموسم الرابع من Project Runway
- وداد قعوار، فولكلوري أزياء فلسطينية
- إبراهيم مهوي، أستاذ، فولكلوري، مترجم وكاتب
- سيرين الحسيني شهيد، كاتبة ومؤرخة في الفنون والثقافة الفلسطينية
- فاروق شامي، الرئيس التنفيذي لشركة فاروق سيستمز، وهي شركة أمريكية لمنتجات العناية بالشعر؛ 2010 مرشح ديمقراطي لحاكم ولاية تكساس في الولايات المتحدة
- رجا شحادة، محام، مؤلف وناشط؛ مؤسس جماعة حقوق الإنسان الحق
- جويد الغصين، تربوي ومحسن فلسطيني.[9]